# (34212) 2000 QZ68
2000 كيو زد 68 (ويعرف أيضًا باسم (34212) 2000 كيو زد 68 وفق تسمية الكوكب الصغير) (بالإنجليزية: 2000 QZ68)‏ هو كويكب ضمن حزام الكويكبات؛ وترتيبه 34212 من حيث الاكتشاف.
اكتُشف هذا الجُرم الفلكي بواسطة جون بروفتون في 28 أغسطس 2000.

## وصلات خارجية
- (34212) 2000 QZ68 في قاعدة بيانات مختبر الدفع النفاث لأجرام النظام الشمسي الصغيرة

- الاكتشاف · مخطط المدار ·  العناصر المدارية · المعلمات المادية

- (34212) 2000 QZ68 على موقع ويكي سكاي: DSS2, SDSS, GALEX, IRAS, Hydrogen α, X-Ray, Astrophoto, Sky Map, Articles and images